# Jaume Alzina i Caules
Jaume Alzina i Caules (Maó, 1899 - Barcelona, 28 de desembre de 1980) fou un demògraf i economista menorquí.
Va anar a Barcelona per tal d'estudiar a l'Escola d'Alts Estudis Mercantils de la Mancomunitat de Catalunya, i posteriorment va anar també a la primera Universitat Autònoma de Barcelona. Va col·laborar en revistes especialitzades com ara «Economia i Finances» i diaris catalanistes com «La Publicitat». La Generalitat republicana el va nomenar cap dels Serveis d'Estudis Econòmics i d'Estadística el 1933, des d'on va dirigir l'objectiu principal d'elaborar el primer cens de població de la Catalunya autogovernada el 1936. El 1938 va marxar a París on residiria fins al 1942, any en què va tornar. Des de llavors va dirigir les publicacions de diverses organitzacions com ara El Trabajo Nacional del FTN; els Cuadernos de Información Económica y Sociológica i el Boletín de Estadística Comparada del Centro de Estudios Económicos y Sociales; i els Cuadernos de Información de l'Instituto Español de Estudios Mediterráneos.Casat amb Francesca Ponseti i Landino.

## Obres
- L'economia de la Catalunya autònoma (Barcelona, 1933)
- Els pressupostos de les corporacions públiques (Barcelona, 1936)
- Els moviments demogràfics i de població a Catalunya (Barcelona, 1937)
- Els pressupostos municipals (Barcelona, 1937)